# Algoritmo de Dijkstra
O algoritmo de Dijkstra, concebido pelo cientista da computação holandês Edsger Dijkstra em 1956 e publicado em 1959, soluciona o problema do caminho mais curto num grafo dirigido ou não dirigido com arestas de peso não negativo, em tempo computacional {\displaystyle O(E+V\log(V))} onde V é o número de vértices e E é o número de arestas. O algoritmo que serve para resolver o mesmo problema em um grafo com pesos negativos é o algoritmo de Bellman-Ford, que possui maior tempo de execução que o Dijkstra.
O algoritmo considera um conjunto S de menores caminhos, iniciado com um vértice inicial I. A cada passo do algoritmo busca-se nas adjacências dos vértices pertencentes a S aquele vértice com menor distância relativa a I e adiciona-o a S e, então, repetindo os passos até que todos os vértices alcançáveis por I estejam em S. Arestas que ligam vértices já pertencentes a S são desconsideradas.
Um exemplo prático de problema que pode ser resolvido pelo algoritmo de Dijkstra é: alguém precisa se deslocar de uma cidade para outra. Para isso, ela dispõe de várias estradas, que passam por diversas cidades. Qual delas oferece uma trajetória de menor caminho?

## Algoritmo de Dijkstra
- 1º passo: iniciam-se os valores:

```
para todo v ∈ V[G]
     d[v] ← ∞
     π[v] ← -1
d[s] ← 0
```

V[G] é o conjunto de vértices(v) que formam o Grafo G.
d[v] é o vetor de distâncias de s até cada v.
Admitindo-se a pior estimativa possível, o caminho infinito.
π[v] identifica o vértice de onde se origina uma conexão até v de maneira a formar um caminho mínimo.
- 2º passo: temos que usar o conjunto Q, cujos vértices ainda não contém o custo do menor caminho d[v] determinado.

```
Q ← V[G]
```

- 3º passo: realizamos uma série de relaxamentos das arestas, de acordo com o código:

```
enquanto Q ≠ ø
         u ← extrair-mín(Q)                     //Q ← Q - {u}
         para cada v adjacente a u
              se d[v] > d[u] + peso(u, v)          //relaxe (u, v)
                 então d[v] ← d[u] + peso(u, v)
                       π[v] ← u
```

peso(u, v) é o peso da aresta que vai de u a v.
u e v são vértices quaisquer e s é o vértice inicial.
ffd
extrair-mín(Q), pode usar um heap de mínimo ou uma lista de vértices onde se extrai o elemento u com menor valor d[u].
No final do algoritmo teremos o menor caminho entre s e qualquer outro vértice de G. O algoritmo leva tempo O(m + n log n) caso seja usado um heap de Fibonacci, O(m log n) caso seja usado um heap binário e O(n²) caso seja usado um vetor para armazenar Q.
O algoritmo de Dijkstra é um exemplo de algoritmo guloso que gera a solução ótima em tempo polinomial.

### Exemplo de código em c++
```
// Implementação do algoritmo de Dijkstra

// Teste: http://br.spoj.com/problems/ENGARRAF/

#include
 
<iostream>

#include
 
<list>

#include
 
<queue>

#define INFINITO 10000000

using
 
namespace
 
std
;

class
 
Grafo

{

private
:

	
int
 
V
;
 
// número de vértices

	
// ponteiro para um array contendo as listas de adjacências

	
list
<
pair
<
int
,
 
int
>
 
>
 
*
 
adj
;

public
:

	
// construtor

	
Grafo
(
int
 
V
)

	
{

		
this
->
V
 
=
 
V
;
 
// atribui o número de vértices

		
/*

			cria as listas onde cada lista é uma lista de pairs

			onde cada pair é formado pelo vértice destino e o custo

		*/

		
adj
 
=
 
new
 
list
<
pair
<
int
,
 
int
>
 
>
[
V
];

	
}

	
// adiciona uma aresta ao grafo de v1 à v2

	
void
 
addAresta
(
int
 
v1
,
 
int
 
v2
,
 
int
 
custo
)

	
{

		
adj
[
v1
].
push_back
(
make_pair
(
v2
,
 
custo
));

	
}

	
// algoritmo de Dijkstra

	
int
 
dijkstra
(
int
 
orig
,
 
int
 
dest
)

	
{

		
// vetor de distâncias

		
int
 
dist
[
V
];

		
/*

		   vetor de visitados serve para caso o vértice já tenha sido

		   expandido (visitado), não expandir mais

		*/

		
int
 
visitados
[
V
];

		
// fila de prioridades de pair (distancia, vértice)

		
priority_queue
 
<
 
pair
<
int
,
 
int
>
,

					   
vector
<
pair
<
int
,
 
int
>
 
>
,
 
greater
<
pair
<
int
,
 
int
>
 
>
 
>
 
pq
;

		
// inicia o vetor de distâncias e visitados

		
for
(
int
 
i
 
=
 
0
;
 
i
 
<
 
V
;
 
i
++
)

		
{

			
dist
[
i
]
 
=
 
INFINITO
;

			
visitados
[
i
]
 
=
 
false
;

		
}

		
// a distância de orig para orig é 0

		
dist
[
orig
]
 
=
 
0
;

		
// insere na fila

		
pq
.
push
(
make_pair
(
dist
[
orig
],
 
orig
));

		
// loop do algoritmo

		
while
(
!
pq
.
empty
())

		
{

			
pair
<
int
,
 
int
>
 
p
 
=
 
pq
.
top
();
 
// extrai o pair do topo

			
int
 
u
 
=
 
p
.
second
;
 
// obtém o vértice do pair

			
pq
.
pop
();
 
// remove da fila

			
// verifica se o vértice não foi expandido

			
if
(
visitados
[
u
]
 
==
 
false
)

			
{

				
// marca como visitado

				
visitados
[
u
]
 
=
 
true
;

				
list
<
pair
<
int
,
 
int
>
 
>::
iterator
 
it
;

				
// percorre os vértices "v" adjacentes de "u"

				
for
(
it
 
=
 
adj
[
u
].
begin
();
 
it
 
!=
 
adj
[
u
].
end
();
 
it
++
)

				
{

					
// obtém o vértice adjacente e o custo da aresta

					
int
 
v
 
=
 
it
->
first
;

					
int
 
custo_aresta
 
=
 
it
->
second
;

					
// relaxamento (u, v)

					
if
(
dist
[
v
]
 
>
 
(
dist
[
u
]
 
+
 
custo_aresta
))

					
{

						
// atualiza a distância de "v" e insere na fila

						
dist
[
v
]
 
=
 
dist
[
u
]
 
+
 
custo_aresta
;

						
pq
.
push
(
make_pair
(
dist
[
v
],
 
v
));

					
}

				
}

			
}

		
}

		
// retorna a distância mínima até o destino

		
return
 
dist
[
dest
];

	
}

};

int
 
main
(
int
 
argc
,
 
char
 
*
argv
[])

{

	
Grafo
 
g
(
5
);

	
g
.
addAresta
(
0
,
 
1
,
 
4
);

	
g
.
addAresta
(
0
,
 
2
,
 
2
);

	
g
.
addAresta
(
0
,
 
3
,
 
5
);

	
g
.
addAresta
(
1
,
 
4
,
 
1
);

	
g
.
addAresta
(
2
,
 
1
,
 
1
);

	
g
.
addAresta
(
2
,
 
3
,
 
2
);

	
g
.
addAresta
(
2
,
 
4
,
 
1
);

	
g
.
addAresta
(
3
,
 
4
,
 
1
);

	
cout
 
<<
 
g
.
dijkstra
(
0
,
 
4
)
 
<<
 
endl
;

	
return
 
0
;

}

```

## Problemas relacionados
O algoritmo de Dijkstra não consegue encontrar o menor caminho em um grafo com pesos negativos. Para esse propósito, pode-se usar o algoritmo de Floyd-Warshall, que consegue descobrir a menor distância entre todos os pares de vértices de qualquer grafo sem ciclos com peso negativo em uma complexidade de tempo O(V³). Se o problema não exigir o cálculo da distância entre todos os pares de vértices pode-se aplicar o algoritmo de Bellman-Ford, com complexidade de tempo O(V*E).
Em uma árvore, é possível encontrar a distância entre um vértice inicial e todos os outros vértices em tempo O(V+E), utilizando busca em profundidade (também conhecida como DFS). Em um grafo cujas arestas têm todas o mesmo peso, pode-se encontrar a distância entre um vértice inicial e todos os outros vértices, para um grafo qualquer, em O(V+E), utilizando busca em largura (também conhecida como BFS).
O processo utilizado no algoritmo de Dijkstra é bastante similar ao processo usado no algoritmo de Prim. O propósito deste último, entretanto, é encontrar a árvore geradora mínima que conecta todos os nós de um grafo. O BFS pode ser visto como um caso especial do algoritmo de Dijkstra em grafos não dirigidos, onde a fila de prioridade assume o comportamento FIFO.